# صوبه

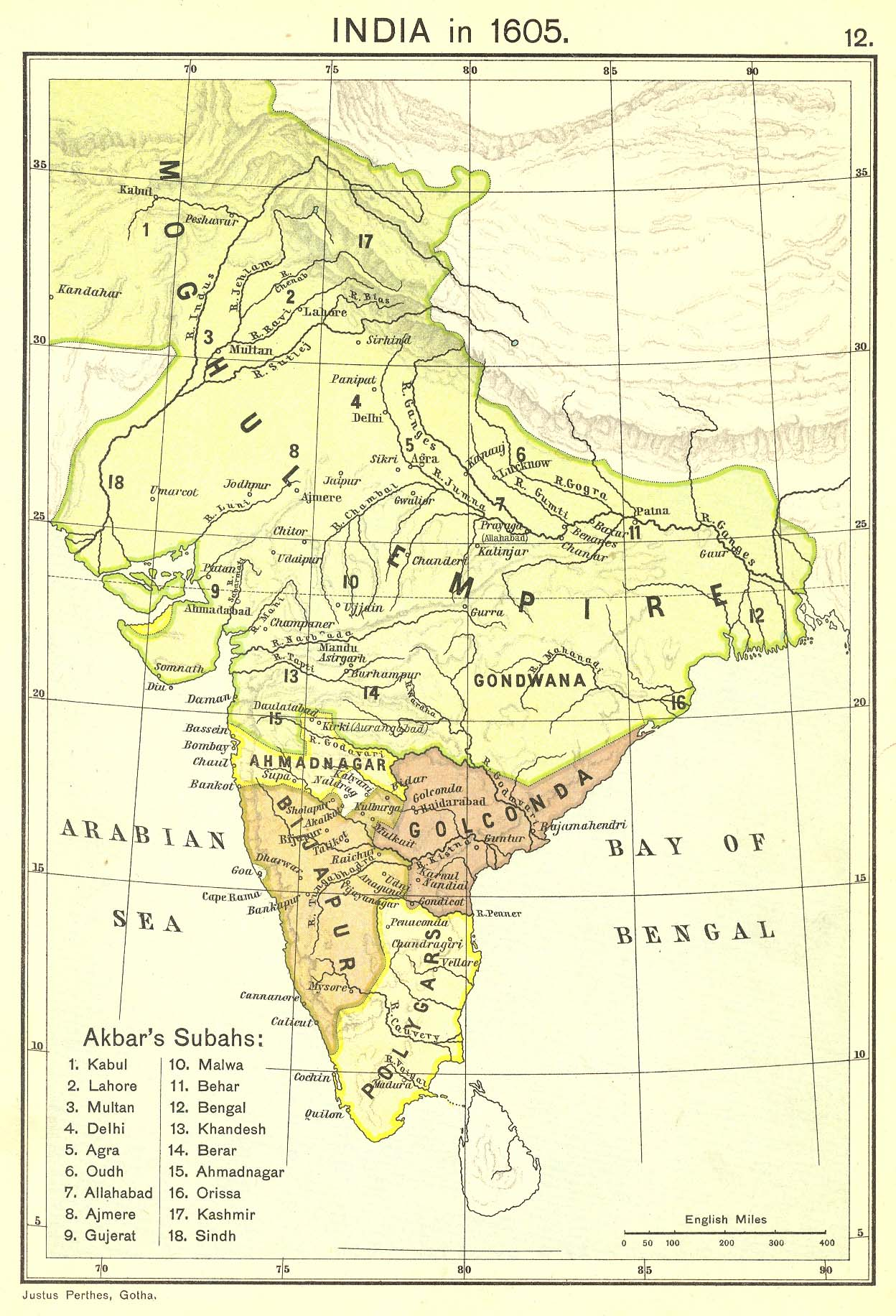
نقشه ای از دوران گورکانیان

صوبه( اردو:صوبه) واژه‌ای بود که در دوران سلطنت گورکانیان به کار می‌رفت و معنی آن استان بود. این واژه ریشهٔ عربی دارد. به استان‌دار هم صوبه‌دار گفته می‌شده است.